# Дальнее (Архангельская область)
Дальнее — деревня в Холмогорском районе Архангельской области.

## География
Находится в центральной части Архангельской области на расстоянии приблизительно 5 км на юг по прямой от районного центра села Холмогоры на правом берегу речки Пеновка на левобережье Северной Двины.

## История
В 1905 году здесь (тогда деревня Холмогорского уезда Архангельской губернии) было учтено 9 дворов. До 2022 года входила в Матигорское сельское поселение до его упразднения.

## Население
Численность населения: 46 человек (1905 год), 5 (русские 100 %) в 2002 году, 3 в 2010.